# 256
| Calendário gregoriano                                                        | 256 CCLVI                       |
| Ab urbe condita                                                              | 1009                            |
| Calendário arménio                                                           | -296 – -295                     |
| Calendário bahá'í                                                            | -1588 – -1587                   |
| Calendário budista                                                           | 800                             |
| Calendário chinês                                                            | 2952 – 2953                     |
| Calendário copta                                                             | -28 – -27                       |
| Calendário etíope                                                            | 248 – 249                       |
| Calendários hindus - Vikram Samvat - Calendário nacional indiano - Cáli Iuga | 311 – 312 177 – 178 3356 – 3357 |
| Calendário Holoceno                                                          | 10256                           |
| Calendário islâmico                                                          | 377 BH – 376 BH                 |
| Calendário judaico                                                           | 4016 – 4017                     |
| Calendário persa                                                             | 366 BP – 365 BP                 |
| Calendário rúnico                                                            | 506                             |
| Calendário solar tailandês                                                   | 799                             |

256 (CCLVI na numeração romana) foi um ano bissexto do século III do Calendário Juliano, da Era de Cristo, as suas letras dominicais foi F e E (52 semanas), teve início a uma terça-feira e terminou a uma quarta-feira.
| Ano completo                          |
| ------------------------------------- |
| Ano bissexto com início à terça-feira |

## Eventos
- 22 de Julho - É eleito o Papa Dionísio.